# جبل عبدة (حارة)

تعديل مصدري - تعديل

جبل عبدة هي إحدى حارات حي يريم بمدينة يريم أحد مدن محافظة إب، بلغ تعداد سكانها 448 نسمة حسب تعداد اليمن لعام 2004.